# Ripieno
Das Ripieno (ital. ‚voll‘ oder ‚die Füllung‘), abgekürzt: R, rip., ist eine aus dem 18. Jahrhundert stammende Bezeichnung für das volle Orchester (Tutti) im Concerto grosso, die volle Orgel (Organum plenum) sowie im Allgemeinen für alle mehrfach besetzten Stimmen, die im Gegensatz zu den solistisch konzertierenden Stimmen stehen; auch im Chor. Als Ripienisten oder Tuttisten werden dementsprechend Orchestermusiker oder Sänger ohne solistische Aufgaben bezeichnet. Carl Friedrich Zelter gründete beispielsweise am 10. April 1807 mit zehn Instrumentalisten in der Sing-Akademie zu Berlin die Ripienschule für Instrumentalmusik.
Heute wird das Wort auch noch für die Blechbläser im Orchester benutzt. Der basso ripieno verlangt die Verstärkung der Tutti-Teile bzw. Ritornelle. 
Senza ripieno (auch senza ripieni) heißt, dass nur die Solisten bzw. ersten Pulte eines Orchesters spielen sollen. In der Spielpraxis des barocken Concerto grosso bedeutet dies jedoch nicht, dass das begleitende Ripieno zu schweigen hat, vielmehr wird das ohnedies solistische Concertino dann nur von einer kleinen Gruppe des Ripieno begleitet.
In der Besetzungsliste englischer Brass Bands findet sich innerhalb der Cornet Section immer auch ein Repiano Cornet. Dieses hat zur Hauptaufgabe, Melodien oder andere Passagen im Solo- und Soprano Cornet entweder in derselben oder in der unteren Oktave zu verstärken. Die Lautverschiebung von ripieno zu repiano ist wahrscheinlich durch die englische Aussprache des Ersteren und daraus resultierende fehlerhafte Schreibung zurückzuführen.
Im Orgelbau ist Ripieno seit etwa 1900 die italienische Bezeichnung für das Plenum einer Orgel.